# T. Boone Pickens
Pour les articles homonymes, voir Pickens.
Thomas Boone Pickens, Jr., né le 22 mai 1928 à Holdenville en Oklahoma et mort le 11 septembre 2019 à Dallas au Texas, est un homme d'affaires, milliardaire, philanthrope et financier américain à la tête de BP Capital Management.

## Biographie
Né à Holdenville (Oklahoma), T. Boone Pickens a fait ses études à l'Oklahoma A&M College - Stillwater.
En juillet 2009, il a mis fin à un programme de parc d'éoliennes au Texas qu'il avait annoncé en 2007, le Pickens Plan. Cependant, il s'est engagé à acquérir 687 éoliennes de GE pour un coût total d'environ 2 milliards USD. Pour cette raison, il tente de trouver des sites capables d'accueillir ces éoliennes d'une hauteur de 400 pieds de haut.
En 2009, il vit au Texas.
Il meurt le 11 septembre 2019 à l'âge de 91 ans.

### Positions politiques
De 1980 à 2006, Pickens a fait plus de 5 millions de dollars de dons au Parti républicain. Il a été un soutien financier du président George W. Bush et a largement contribué à ses campagnes politiques au Texas et au niveau national.
Le 16 juillet 2007, Pickens publie un article dans National Review soutenant Rudy Giuliani, qu'il connait personnellement, pour la présidence. Il est alors membre du comité exécutif du comité présidentiel de Rudy Giuliani.
Il soutient Donald Trump lors de sa campagne présidentielle en 2016.